# Безруков, Сергей Витальевич
Серге́й Вита́льевич Безру́ков (род. 18 октября 1973, Москва, СССР) — российский актёр театра, кино, телевидения, озвучивания и дубляжа, театральный режиссёр, сценарист, кинопродюсер, певец, пародист, гитарист, рок-музыкант, композитор и поэт. Народный артист Российской Федерации (2008), народный артист Республики Башкортостан (2024), лауреат Государственной премии Российской Федерации (1997).
Член Высшего совета политической партии «Единая Россия». Председатель общественного совета федерального партийного проекта «Культура малой Родины». С 2014 года — художественный руководитель Московского губернского театра.
С 20 июля 2022 года находится под персональными санкциями Европейского союза и других стран в связи с поддержкой вторжения России на Украину.

## Биография

### Семья и ранние годы
Прадед (по линии отца) — Степан Иванович Безруков — из крепостных крестьян Нижегородской губернии, кучер, потом извозчик, погиб во время Гражданской войны. У него была ампутирована одна или обе руки, отчего и произошла фамилия.
Дед (по линии отца) — Сергей Степанович Безруков — лейтенант НКВД, воевал в СМЕРШе, пел высоким чистым голосом, аккомпанируя себе на гитаре или гармошке.
Бабушка (по линии отца)— Пелагея (Поля) Безрукова (Мухина).
Дед (по линии матери) — Михаил Иванович Суров (1924—2005). Был руководящим работником в партийном и хозяйственном аппарате в г. Лысково Горьковской области.
Бабушка (по линии матери) — Екатерина Алексеевна Сурова (1924—2008) работала педагогом-воспитателем в г. Лысково в начальной школе и детском саду.
Отец — Виталий Безруков (род. 1 января 1942), актёр и режиссёр, работавший в Московском академическом театре сатиры. Мать — Наталья Михайловна Безрукова (Сурова; род. 1 января 1950), окончила Горьковский техникум советской торговли, домохозяйка, работала заведующей магазином. Своё имя Сергей получил в честь любимого поэта его отца, Сергея Есенина.
Родился 18 октября 1973 года в Москве. Учиться в школу пошёл в возрасте шести лет. Любил бывать на работе у отца и с детства мечтал пойти по его стопам. Вступил в комсомол. После окончания средней школы № 402 Перовского района города Москвы в 1990 году поступил в Школу-студию МХАТ.

### Карьера

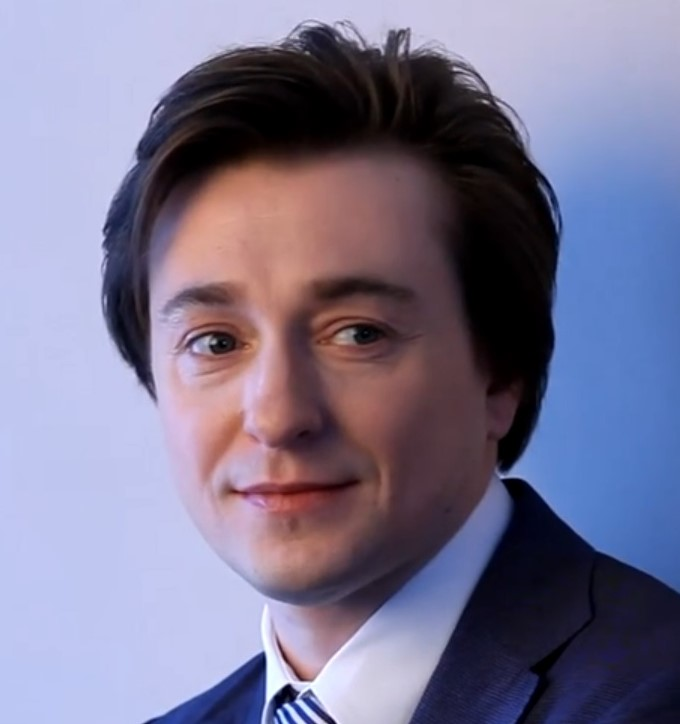
Безруков в 2012 году

В 1994 году окончил актёрский факультет Школы-студии МХАТ по специальности «Актёр драматического театра и кино» (мастерская Олега Павловича Табакова), сразу после чего был принят в труппу Московского театра-студии под руководством Олега Табакова.
Снимался в телесериалах «Бригада» (2002), «Участок» (2003), «Мастер и Маргарита» (2005), «Есенин» (2005), а также в художественных фильмах «Китайскій сервизъ» (1999), «Азазель» (2002), «Бой с тенью» (2005), «Пушкин. Последняя дуэль» (2006), «Высоцкий. Спасибо, что живой» (2011) и многих других.
Несколько лет (1995—2000) работал в развлекательной сатирической программе «Куклы» на телеканале «НТВ», где озвучил двенадцать персонажей, среди которых такие известные личности, как Борис Ельцин, Владимир Жириновский (любимый персонаж Сергея). Также в 1995—1996 годах снимался в эпизодах передачи «Доктор Угол».
В 2010 году основал антрепризный театр — «Театр Сергея Безрукова».
В марте 2013 года назначен художественным руководителем Московского областного дома искусств «Кузьминки».
С января 2014 года — художественный руководитель Московского губернского драматического театра.
С 2016 года — генеральный продюсер «Кинокомпании Сергея Безрукова».
2 июня 2018 года собрал свою рок-группу «Крёстный папа» и выпустил первый сингл «Не про нас».

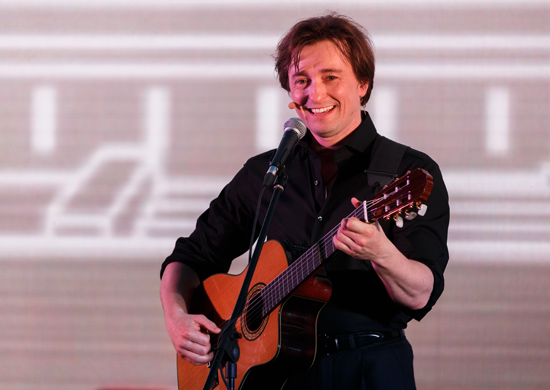
Безруков читает стихи Есенина и Высоцкого в Национальном центре управления обороной Российской Федерации, 5 июня 2015 года

«Как и многие мои ровесники, я вырос на русском роке. Лет с 12 фанател по группам „Аквариум“, „Кино“, „Алиса“, „ДДТ“, заслушивался музыкой группы Queen. Сейчас большой поклонник группы Muse. Недавно вспомнил, что в школе на выпускном вечере мы делали концерт „Встреча одноклассников 30 лет спустя“, в котором мы, якобы уже повзрослевшие, делились друг с другом, кто кем стал. Кто-то стал врачом, водителем, артистом, военным и так далее. А я, как ни странно, мнил себя рок-музыкантом, который вернулся из мирового турне, спел свою песню, аккомпанируя себе на гитаре. Это было ещё до поступления в Школу-студию МХАТ. И вот, не прошло и 30 лет, как детские фантазии начали воплощаться. Уже став актёром, я пробовал петь в фильмах и спектаклях. Много лет в спектакле „Хулиган. Исповедь“ я пою Есенина с живым оркестром, и одна из песен — „Соловушка“ — написана мной как рок-композиция. Год назад в Губернском театре я выпустил музыкально-поэтический спектакль „Высоцкий. Рождение легенды“, в финале которого есть большой рок-блок — чтобы подчеркнуть современное звучание Высоцкого, мы исполняем его песни в стиле рок, и большую часть песен пою я сам. Все это вылилось в создание новых песен и своей группы „Крёстный папа“», — рассказал сам Безруков в интервью «Комсомольской правде».
22 июня 2021 года принял участие в акции памяти «22 июня ровно в 4 утра…».
С воскресенья 21 ноября 2021 года стал одним из членов жюри восьмого сезона всероссийского открытого телевизионного конкурса юных талантов «Синяя птица».
С декабря 2021 года стал ведущим программы «Спокойной ночи, малыши!» на телеканале Россия-Культура.
Увлекается живописью.

### Общественная деятельность
С 26 июля 2010 года — член Патриаршего совета по культуре Московского патриархата Русской Православной церкви.
С 2013 года — соучредитель (совместно с Ириной Безруковой) Фонда поддержки и развития социокультурных проектов Сергея Безрукова.
С апреля 2013 года входит в состав Общественного совета при Министерстве обороны России.

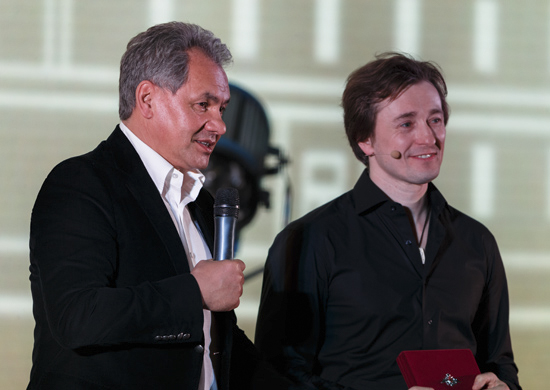
Сергей Безруков и министр обороны России Сергей Шойгу, 5 июня 2015 года

Член партии «Единая Россия» с 2002 года. В феврале 2012 года отказался сниматься в видеоролике в поддержку кандидата в президенты Владимира Путина. Объяснил своё решение тем, что «не хочет своим мнением влиять на выбор других людей».
В марте 2014 года поддержал аннексию Крыма Россией, подписал письмо президенту России Владимиру Путину в поддержку аннексии. В августе 2015 года СБУ внесла Безрукова в список деятелей культуры, действия которых создают угрозу национальной безопасности Украины. В 2017 году включён в базу «Миротворец» за гастроли в Крыму.
С 2015 года является членом Общественного совета Главного следственного управления Следственного комитета Российской Федерации по Москве.
В ходе президентских выборов 2018 года являлся доверенным лицом Владимира Путина и членом выдвинувшей его инициативной группы.
В 2020 году снялся в агитационном ролике, призывающем голосовать за поправки к Конституции, объяснив это необходимостью защиты и сохранения русского языка.
В начале 2022 года поддержал вторжение России на Украину, принимал участие в концертах в поддержку российской агрессии.
Согласно международному журналистскому проекту Kremlin Leaks, Безруков входит в состав «агитбригад» российских провластных звёзд. Данные агитбригады созданы по поручению Сергея Кириенко для выступлений с гастролями на оккупированных территориях Украины в целях «поддержания боевого духа» российских военнослужащих в ходе российского нападения на Украину. Сам проект курируется пропагандистской структурой АНО «Интеграция», созданной для продвижения провластных лидеров общественного мнения в СМИ.
В 2024 году стал доверенным лицом кандидата в президенты России Владимира Путина.

#### Санкции
Безруков был включён ФБК в список «разжигателей войны» за поддержку российского вторжения на Украину. В октябре 2022 года Международная рабочая группа по вопросам санкций Ермака — Макфола включила Безрукова в список пропагандистов и идеологов войны, которые «создают лживые нарративы в соответствии с политикой Кремля», с предложением введения против него санкций.
25 марта 2022 года Безруков внесён в санкционный список Латвии «за пропаганду войны и поддержку агрессии России против Украины», с запретом въезда в страну.
С 20 июля 2022 года находится под персональными санкциями стран Европейского союза. Евросоюз отмечает, что Безруков распространял российскую пропаганду и поддерживал агрессивную войну России против Украины. Кроме того, он публично выразил поддержку незаконной аннексии Крыма и Севастополя Российской Федерацией. Поэтому, по мнению Евросоюза, он несёт ответственность за активную поддержку, реализацию действий и политики, которые подрывают или угрожают территориальной целостности, суверенитету, стабильности и безопасности на Украине. С 29 июля 2022 года, по аналогичным основаниям, — под санкциями Швейцарии.
21 октября 2022 года внесён в санкционные списки Украины за «распространение российской пропаганды в поддержку агрессивной войны России против Украины» и «поддержку незаконной аннексии Крыма и Севастополя Российской Федерацией».
С 26 октября 2022 года Безруков находится в санкционном списке Канады «российских агентов дезинформации» за «поддержку неоправданного вторжения России и попытки аннексии украинской территории».

### Личная жизнь

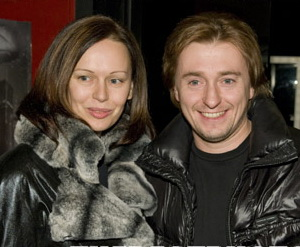
Вместе с Ириной Безруковой на премьере фильма «На игре», 21 ноября 2009 года

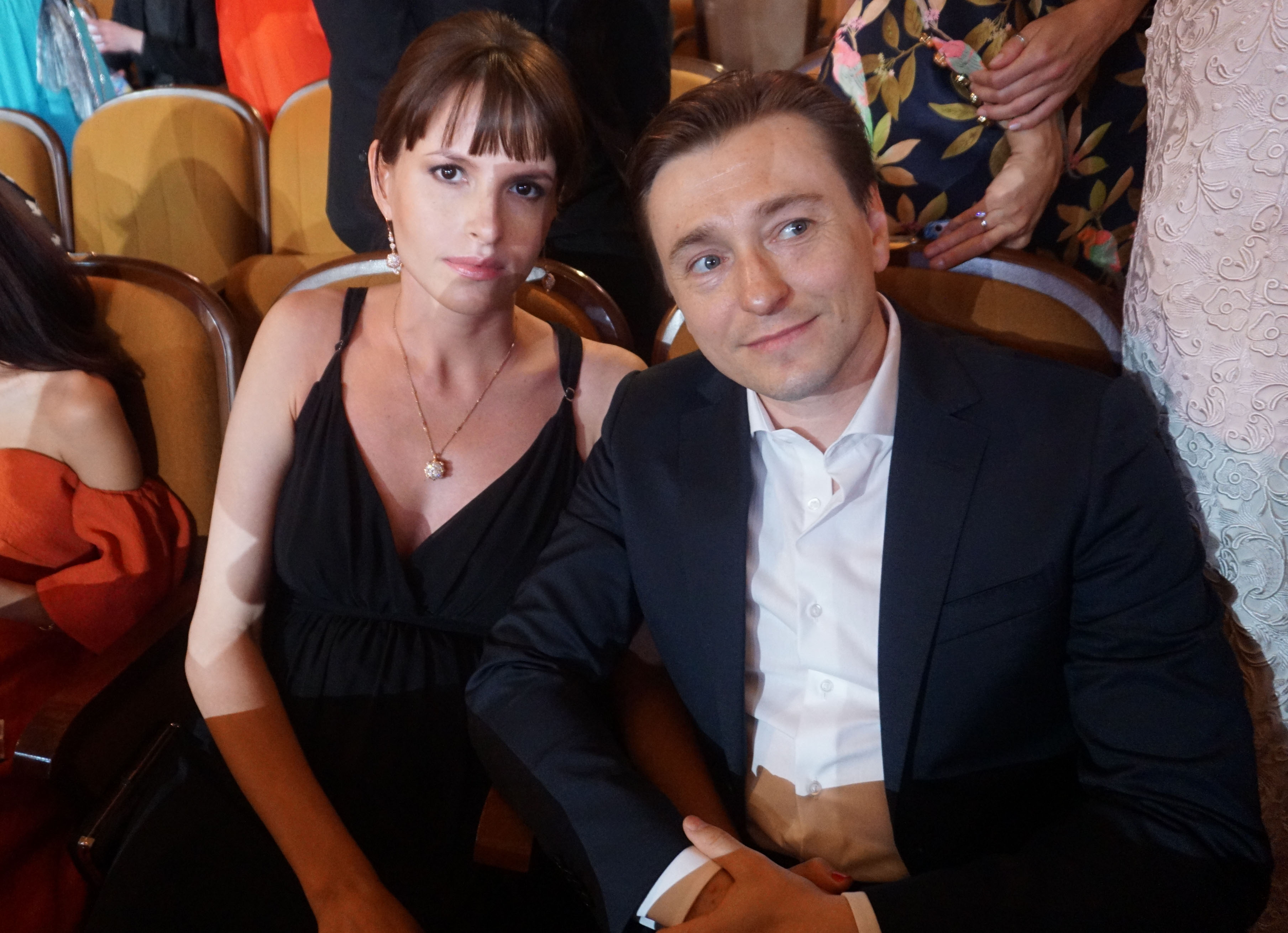
Вместе с Анной Матисон. Кинотавр, Сочи, 2016 год

С 2000 по 2015 год был женат на актрисе Ирине Безруковой (ушла к Безрукову от Игоря Ливанова, расписались во время съёмок Сергея в сериале «Бригада»). В 2015 году пара рассталась.
В конце 2013 года СМИ, со ссылкой на отца Безрукова, сообщили, что у Сергея есть малолетние дети: дочь Александра (род. 2008) и сын Иван (род. 2011); матерью их указывалась петербургская актриса Кристина Смирнова (род. 1983 в Латвии).
11 марта 2016 года женился на режиссёре Анне Матисон. 4 июля 2016 года у них родилась дочь Мария. В мае 2018 года супруги сообщили, что ждут второго ребёнка. 24 ноября 2018 года у пары родился сын Степан. В июле 2021 года супруги сообщили, что ждут третьего ребёнка. 24 июля 2021 года родился сын Василий.
В январе 2017 года внимание прессы привлекло открытое обращение Безрукова к Председателю Верховного Суда РФ Вячеславу Лебедеву, опубликованное на сайте суда, в котором артист просит провести проверку ряда судей Савёловского суда Москвы. Ранее Безруков, ссылаясь на Конституцию РФ и Закон РФ «О средствах массовой информации», неоднократно обращался в суд с исками о защите права на неприкосновенность частной жизни. В исках жаловался на то, что СМИ и журналисты распространяют о нём и его семье слухи и сплетни, «шпионят», незаконно ведут фото- и видеосъёмку, нарушают покой близких, а собранная личная информация без его согласия затем публикуется в прессе для всеобщего сведения. Судьи Б. В. Удов и И. А. Гостюжева, рассматривая иски Безрукова, неоднократно отказывали в их удовлетворении, мотивируя тем, что распространение в СМИ подробностей частной жизни публичного лица «обусловлено той ролью, которую указанные лица играют в общественной жизни и тем влиянием, которое их поведение оказывает на формирование ценностных ориентиров и стиля жизни общества». Из судебных решений по искам Безрукова следовало также, что во многих случаях частная жизнь и личные изображения лиц, имеющих публичные профессии, — общедоступны и представляют общественный интерес. 12 февраля 2019 года Конституционный Суд РФ вынес Определение об отказе в принятии к рассмотрению жалоб Безрукова.
Несмотря на частые сцены с сигаретой в руках, в жизни Безруков является некурящим.

## Оценки
«Сергей Безруков, так талантливо дебютировавший в „Последних“ Адольфа Шапиро, сдулся за несколько лет. Поговорил голосами Жириновского и Ельцина в „Куклах“, поиграл в сериалах и спектаклях Житинкина, воплотил на сцене Театра им. Ермоловой образы С. А. Есенина и А. С. Пушкина. Бренд есть, театрального актёра как не бывало», — отмечала критик Марина Давыдова.

## Творчество

### Театр
Московский драматический театр имени М. Н. Ермоловой
- 1995 — «Жизнь моя, иль ты приснилась мне?..» (постановка Ф. Веригиной) — Сергей Есенин
- 2002 — «Александр Пушкин» (постановка В. Безрукова) — Александр Пушкин

«Театр Олега Табакова»
- «Страсти по Бумбарашу (ранняя редакция)» (1993, постановка В. Машкова) — Студент
- «Билокси-Блюз (ранняя редакция)» (1993, постановка О. Табакова) — Рядовой Юджин М. Джером
- «Затоваренная бочкотара» (1994, постановка Е. Каменьковича) — Иван Кулаченко и Телескопов
- «Ревизор» (1994, постановка С. Газарова) — Квартальный
- «Матросская тишина» (1994, постановка О. Табакова) — Давид Шварц
- «Последние» (1995—2003, постановка А. Шапиро) — Пётр
- «Псих» [1995—2000, постановка А. Житинкина) — Александр
- Анекдоты: «Бобок», «Двадцать минут с ангелом» (1995, постановка В. Фокина) — Клиневич и Ступак
- «Звёздный час по местному времени» (1996, постановка В. Машкова) — Саратов
- «Прощайте… и рукоплещите!» (1997, постановка О. Табакова) — Арлекин
- «Старый квартал (ранняя редакция)» (1997—2003, постановка А. Житинкина) — Писатель
- «На всякого мудреца довольно простоты» (1997, постановка О. Табакова) — Егор Дмитрич Глумов
- «Признания авантюриста Феликса Круля» (1998, постановка А. Житинкина) — Круль
- «На дне» (2000, постановка А. Шапиро) — Алёшка
- «Похождение, составленное по поэме Н. В. Гоголя „Мёртвые души“» (2006, постановка М. Карбаускиса) — Павел Иванович Чичиков
- «Безумный день, или Женитьба Фигаро» (2009, постановка Константин Богомолов) — Фигаро, графский камердинер

Театральное агентство «Арт-Партнёр XXI»
- «Искушение» (2000—2005, постановка В. Ахадова) — Бруно
- «Ведьма» (2001, постановка В. Безрукова) — Емельян

Московский Художественный театр имени А. П. Чехова
- 2000 — «Амадей» (постановка М. Розовского) — Моцарт
- 2002 — «Священный огонь» (постановка С. Враговой) — Морис Тэбрет

Театр «Монолог XXI век»
- «Койка» (1999—2002, постановка А. Соколова) — Он

Продюсерский центр «Арт-Питер»
- Сирано де Бержерак (с октября 2008 г., режиссёр-постановщик — А.Синотов, режиссёр — С.Безруков) — Сирано де Бержерак
- Спектакль-мистерия «Хулиган» (с ноября 2008 г., режиссёр — С. Безруков) — Сергей Есенин

Московский губернский театр
- Пушкин — Александр Пушкин, режиссёр — С. Безруков
- Хулиган. Исповедь — Сергей Есенин, режиссёр — С. Безруков
- Нашла коса на камень (по пьесам А. Н. Островского), режиссёр — С. Безруков
- Сирано де Бержерак — Сирано де Бержерак, режиссёр — С. Безруков
- Остров сокровищ (2015) — Джон Сильвер, реж. — А. Серов
- Сон разума (2015) — Аксентий Поприщин, реж. — С. Безруков
- Энергичные люди (2019) — режиссёр — С. Безруков
- На всякого мудреца довольно простоты (2019) — режиссёр возобновлённой версии — С. Безруков
- Алиса в Стране чудес (2019) — режиссёр — С. Безруков
- Дядя Ваня (2020) — Войницкий Иван Петрович, режиссёр — С. Безруков
- Казанова. Ars Vivendi (2021) — Казанова, режиссёр — С. Безруков

### Фильмография
- 1990 — Похороны Сталина — беспризорник (в титрах не указан)
- 1993 — Умирает душа — Пётр
- 1994 — Ноктюрн для барабана и мотоцикла — Чибис
- 1995 — Крестоносец — каскадёр Серёга
- 1997 — Брегет (короткометражка)
- 1998 — Незнакомое оружие, или Крестоносец 2 — сержант Сухорук, разведчик МВД
- 1998 — Развязка петербургских тайн — корнет Михаил Стеблов
- 1998 — Старые песни о главном 3 — дьяк в царских палатах
- 1999 — Китайскій сервизъ — Николай Сидихин, мошенник, выдаёт себя за купца третьей гильдии
- 1999 — На бойком месте — Пётр Мартынович Непутёвый, молодой купец
- 2000 — Вместо меня — Дмитрий Лавров
- 2000 — Русский водевиль (серия «Заёмные жёны»)
- 2000 — Чёрная комната (серия «Грейпфрутовый сок»)
- 2001 — Киножурнал «Ералаш», выпуск № 143 (сюжет «Крик осла»)[62] — Борис, папа мальчика
- 2001 — Любовь.ru — Тимофей
- 2001 — Русский водевиль. Бледнолицый лжец — Аполлон Иванов
- 2001 — Саломея — Михаил Лычков
- 2001 — Чудеса, да и только, или Щука по-московски
- 2002 — Азазель — Иван Францевич Бриллинг
- 2002 — Александр Пушкин — Дантес
- 2002 — Бригада — Александр Николаевич Белов («Саша Белый»), бандит, главарь «Бригады»
- 2002 — Если невеста ведьма — Максим Росс
- 2002 — Маска и душа — Мамонт Дальский / кучер
- 2003 — Жизнь одна — Павел
- 2003 — Ключ от спальни — профессор орнитологии Марусин
- 2003 — Участок — старший лейтенант милиции Павел Кравцов, участковый
- 2004 — Московская сага — Василий Сталин
- 2005 — Бой с тенью — Александр Николаевич Белов («Саша Белый») / камео
- 2005 — Город без солнца — фотохудожник Алекс
- 2005 — Есенин — Сергей Есенин
- 2005 — Мастер и Маргарита — Иешуа Га-Ноцри, бродячий философ
- 2006 — Поцелуй бабочки — Николай Орланов
- 2006 — Пушкин. Последняя дуэль — Александр Пушкин
- 2007 — Ирония судьбы. Продолжение — Ираклий Петрович Измайлов, жених Нади
- 2007 — Карнавальная ночь 2, или 50 лет спустя — Денис Колечкин
- 2007 — Одна любовь души моей — Александр Пушкин
- 2008 — Адмиралъ — генерал Каппель
- 2008 — В июне 41-го — лейтенант Иван Буров
- 2009 — Адмиралъ (сериал) — генерал Каппель
- 2009 — Каникулы строгого режима — криминальный авторитет Виктор Сергеевич Сумароков, «Сумрак» / вожатый Виктор Сергеевич Ромашкин
- 2010 — Смерть в пенсне, или Наш Чехов — модный режиссёр Айвон
- 2011 — Высоцкий. Спасибо, что живой — Владимир Высоцкий[63][64] / Юра, коллега Высоцкого
- 2011 — Ёлки 2 — Владимир Григорьевич Снегирёв, капитан милиции, отец Алёны, внебрачный сын Юлии Снегирёвой и Григория Земляникина
- 2011 — Реальная сказка — Иван-дурак
- 2011 — Чёрные волки — Павел Трофимович Хромов, бывший сотрудник УГРО, капитан
- 2012 — 1812: Уланская баллада — Горжевский
- 2012 — Джентльмены, удачи! — Алексей Трёшкин, аниматор детского центра / Семён «Смайлик» Измайлов, бандит
- 2012 — Золото — Гордей Евстратыч Брагин
- 2012 — Мамы — Михаил Юрьевич, бизнесмен
- 2012 — Матч — футболист Николай Раневич, вратарь киевского «Динамо» и сборной СССР (прототип — Николай Трусевич)[65]
- 2013 — Охота на крокодилов — разведчик Михаил Филоненко
- 2014 — Прошлым летом в Чулимске — следователь Владимир Шаманов
- 2015 — Временно недоступен — Вячеслав Золотов
- 2016 — Громовержец (не был завершён)
- 2016 — Млечный путь — Андрей Михайлович Кайгородов, муж Надежды Анатольевны
- 2016 — Таинственная страсть — Влад Вертикалов
- 2016 — После тебя — Алексей Германович Темников
- 2016 — Храни меня, мой талисман (короткометражка) — Николай Андреевич
- 2017 — Мифы — актёр Серж Денисевич
- 2017 — Охота на дьявола — Макс Ливиус / Максим Ливитин
- 2017 — Троцкий — Владимир Скалон
- 2018 — 2019 — Годунов — Борис Годунов, опричник, боярин, впоследствии царь всея Руси
- 2018 — Заповедник — Константин
- 2019 — 2022 — Типа кино
- 2020 — Нищеброды
- 2020 — Подольские курсанты — капитан Иван Старчак
- 2020 — Счастье моё (не был завершён)
- 2021 — Бендер: Начало — Ибрагим Бендер
- 2021 — Бендер: Золото империи — Ибрагим Бендер
- 2021 — Бендер: Последняя афера — Ибрагим Бендер
- 2021 — Обитель — Фёдор Иванович Эйхманис, начальник Соловецкого лагеря особого назначения
- 2021 — Оптимисты. Карибский сезон — Дмитрий Нестеров
- 2021 — Учёности плоды — Сергей Трофимов, сельский «левша»
- 2022 — Артек. Большое путешествие — Юрий Ковалёв, отец Ромы
- 2022 — Мистер Нокаут — Григорий Филиппович Кусикьянц, тренер по боксу
- 2022 — Папы — Александр Бурлашов
- 2022 — Союз Спасения. Время гнева — князь, начальник Главного штаба армии Пётр Михайлович Волконский
- 2023 — Бизон: Дело манекенщицы — Кирилл Бессонов, следователь МУР
- 2023 — Воздух — Алексей Астафьев, полковник, командир авиационного полка
- 2023 — Лето в городе (сериал) — Сергей Безруков (камео)
- 2023 — Нюрнберг — Роман Руденко, главный обвинитель от СССР
- 2023 — Хочу туда (короткометражка) — Николай Карельский, пианист
- 2023 — Чьё сердце бьётся громче (документальный) — Сергей Безруков
- 2023 — Шпион — Андрей Рыбин, аналитик
- 2024 — Плевако — Николай Фёдорович Плевако (прототип — Фёдор Никифорович Плевако)
- 2025 — Август (в производстве) — капитан Павел Алёхин
- 2025 — Искупление (в производстве)
- 2025 — Князь Андрей (в производстве)
- 2025 — Космическая собака Лида (в производстве)
- 2025 — Финал (в производстве)

### Клипы
- 1998 — «Moscau» (гр. Кабаре-дуэт «Академия»)
- 2003 — «Мои ясные дни» (Олег Газманов)
- 2020 — «Rolls Royce» (при уч. Тимати и Егора Крида)

### Озвучивание

#### Фильмы
- 1995 — Ширли-мырли — тележурналист (роль Евгения Александрова)
- 1997 — Корабль двойников — озвучивание некоторых персонажей[66]
- 1997 — Вино из одуванчиков — полковник Фрилей (последняя роль Иннокентия Смоктуновского)
- 1997 — Волшебный портрет — Ван Лунь (роль Чена Лу)
- 1998 — Страна глухих — Алёша (роль Никиты Тюнина)
- 2000 — Рыцарский роман
- 2003 — Участок — пёс Цезарь
- 2005 — Мастер и Маргарита — Мастер (роль Александра Галибина)
- 2008 — Особо опасен — Уэсли Гибсон (роль Джеймса Макэвоя)
- 2008 — Плесень — голос за кадром
- 2008 — Тарас Бульба — голос за кадром
- 2012 — Мосгаз — Никита Хрущёв (роль Сергея Лосева)
- 2019 — Робо — Robo

#### Мультфильмы
- 2002 — Карлсон, который живёт на крыше (Швеция) — Карлсон
- 2006 — Князь Владимир — князь Владимир
- 2008 — Про Федота-стрельца, удалого молодца — Федот
- 2010 — 2015 — Хуторок — Кот / Пёс / Баран
- 2016 — Волки и овцы: бееезумное превращение — волк Магра
- 2017 — Хоботёнок — все персонажи, кроме бабочки / голос за кадром
- 2021 — Чудо не носит колокольчик

### Сценарист
- 2011 — Реальная сказка

### Продюсер
- 2011 — Реальная сказка — генеральный продюсер
- 2012 — Золото — сопродюсер
- 2016 — После тебя — генеральный продюсер
- 2024 — Плевако — сопродюсер

### Архивные кадры
- 2009 — Гоголь. Ближайший — Александр Пушкин

### Телевидение
- 1995—1999 — «Куклы» (НТВ) — озвучивание некоторых персонажей
- 1997—1999 — «Итого» (НТВ) — озвучивание Бориса Ельцина во время «прямых линий»[67]
- 1997 — «Старые песни о главном-3» с кабаре-дуэтом «Академия»
- 2006 — «Кино в деталях» с Фёдором Бондарчуком (8 апреля 2006, СТС)
- 2008 — интервью каналу «Вот» (1 февраля 2008)
- 2008 — «Личные вещи» с Андреем Максимовым (10 февраля 2008, 5 канал)
- 2008 — «100 вопросов взрослому» (5 мая 2008, ТВ Центр)
- 2008 — «Временно доступен» (29 июля 2008, ТВЦ)
- 2008 — «Встречи на Моховой»
- 2008 — «На ночь глядя»
- 2009 — «Ирония судьбы Сергея Безрукова»
- 2009 — «НеЮбилейный вечер. Безрукову — 35»
- 2009 — Творческий вечер Сергея Безрукова (13 июня 2009, Россия К)
- 2010 — «Олег Табаков. Зажигающий звёзды» (документальный)
- 2013 — «Рюрик. Потерянная быль» (РЕН ТВ)
- 2013—2014 — «Повтори!» (Первый канал) — член жюри
- 2014 — «Война и мифы» (Первый канал) (3 серия)
- 2021 — «Синяя птица» (8 сезон) (канал Россия-1) — член жюри

### Аудиопроекты
- Аудиосборник «Серебряный ветер» (стихи Есенина)
- Г. Гаррисон «Неукротимая планета»
- М. Шелли «Франкенштейн»
- 2002 — «Любовь к Трём Апельсинам» (аудиокнига, все персонажи)
- 2002 — «Азазель» (аудиокнига, Фандорин)
- 2003 — «Про Федота-стрельца, удалого молодца» (аудиокнига, все персонажи, кроме Маруси-Голубицы)
- 2003 — «Петя и волк» (музыкальный альбом)
- 2004 — «Страсти по Емельяну» (музыкальный альбом) с песнями из спектакля «Ведьма» (песни на стихи иеромонаха Романа и Виталия Безрукова)
- 2008 — «Хулиган» [музыкальный альбом] (Безруков читает и поёт Есенина). Автор музыки — С. Безруков
- 2008 — «Анна Каренина» (радиоспектакль, Вронский)
- 2009 — «Сказки» в исполнении Сергея и Ирины Безруковых (аудиокнига)
- 2009 — «Сирано де Бержерак». Музыка к спектаклю[68]
- 2014 — «Посвящение Лермонтову» (музыкальный альбом)
- 2018 — «Крёстный папа» (В составе группы «Крёстный папа»)[69]
- 2018 — «Заповедник» (В составе группы «Крёстный папа»)[70]

## Признание и награды

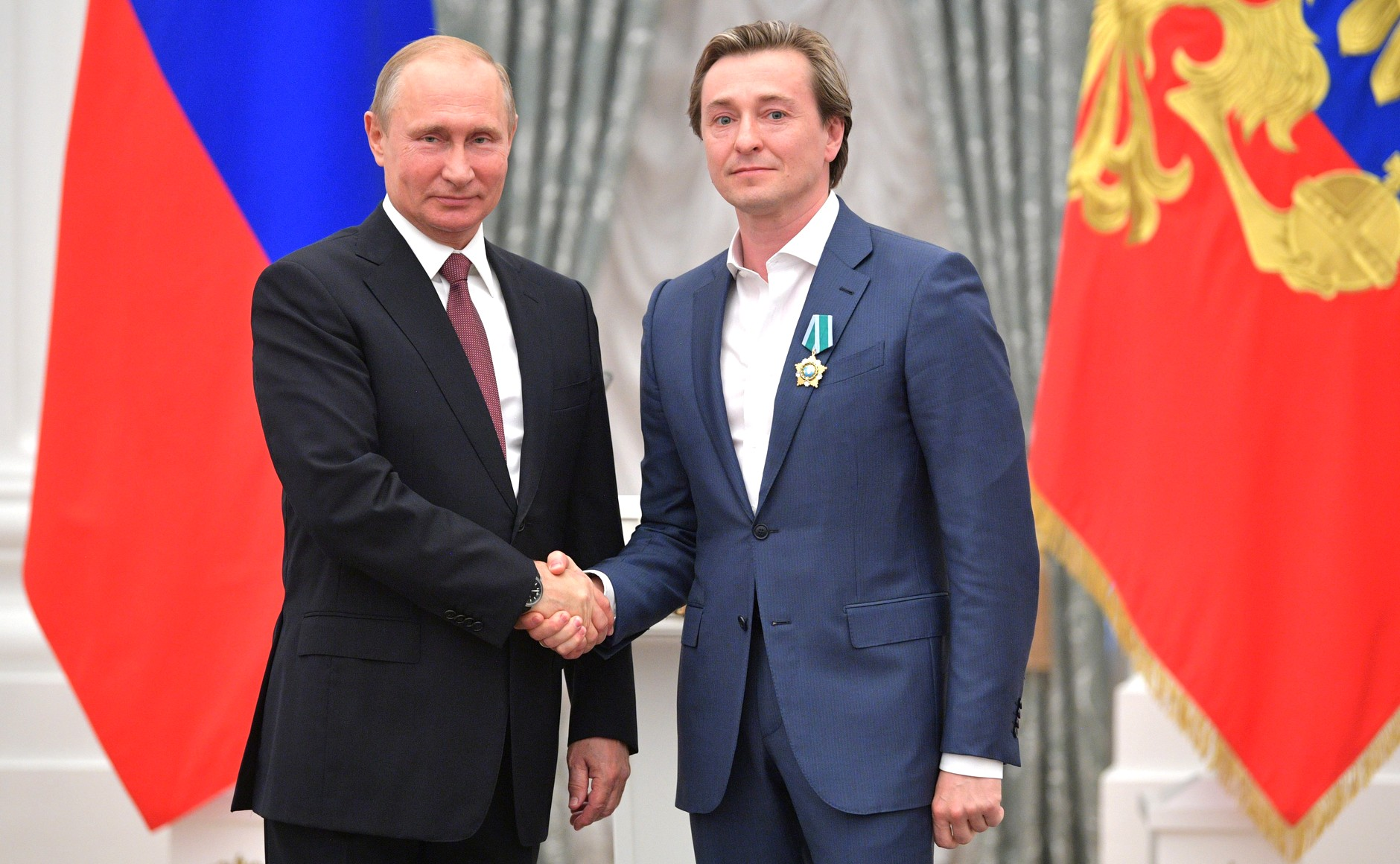
На церемонии вручения государственных наград в Кремле. Москва. 27 июня 2018 года

- 1994 — приз «За актёрское обаяние и непосредственность» международного фестиваля актёров кино «Созвездие» Гильдии актёров кино России — за роль Чибиса в художественном фильме «Ноктюрн для барабана и мотоцикла».
- 1995 — лауреат I театрального фестиваля «Московские дебюты»[71] — за роль Петра в спектакле «Последние» в постановке Адольфа Шапиро на сцене Московского театра-студии под руководством Олега Табакова.
- 1996 — лауреат российской театральной премии «Чайка» в номинации «Прорыв» за переход молодого актёра из разряда «подающих надежды» в категорию «звёзд» — за роль Александра в спектакле «Псих» в постановке Андрея Житинкина на сцене Московского театра-студии под руководством Олега Табакова.
- 1996 — лауреат Государственной премии Российской Федерации — за роль поэта Есенина в спектакле Театра имени М. Н. Ермоловой «Жизнь моя, иль ты приснилась мне».
- 1997 — лауреат премии Мэрии Москвы в области литературы и искусства «За выдающиеся достижения в области театрального искусства» — за исполнение ролей Сергея Есенина в спектакле «Жизнь моя, иль ты приснилась мне» в Московском драматическом театре имени М. Н. Ермоловой и Петра в спектакле «Последние» в Московском театре-студии под руководством Олега Табакова[72].Присвоение почётного звания «Народный артист Российской Федерации». Москва. 15 декабря 2008 года

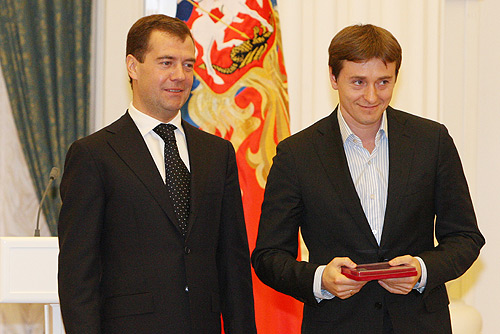
Присвоение почётного звания «Народный артист Российской Федерации». Москва. 15 декабря 2008 года

- 1997 — лауреат актёрской премии деловых кругов «Кумир» в номинации «Премия Кумир 1997 года — надежда года» — за исполнение роли Сергея Есенина в спектакле «Жизнь моя, иль ты приснилась мне» в Московском драматическом театре имени М. Н. Ермоловой[73].
- 2000 — премия газеты «Московский комсомолец» — за роль Алёшки в спектакле «На дне».
- 2000 — премия IV национального фестиваля искусств «Южные ночи» (г. Геленджик) в номинации «Лучшая мужская роль в антрепризе» — за роль в спектакле «Койка».
- 2001 — почётное звание «Заслуженный артист Российской Федерации» — за заслуги в области искусства[74].
- 2002 — «Актёр года» в конкурсе «Лица года».
- 2003 — лауреат премии «Шансон года» совместно с Николаем Расторгуевым за песню «Отчего так в России берёзы шумят» из сериала «Участок».
- 2004 — номинация на премию Национальной Академии кинематографических искусств и наук «Золотой орёл» «За лучшую мужскую роль» — за роль в телесериале «Бригада»[75].
- 2005 — премия Национальной Академии кинематографических искусств и наук «Золотой орёл» в номинации «Лучшая мужская роль на телевидении» — за роль в телесериале «Участок».
- 2006 — премия газеты «Московский комсомолец» — за роль Чичикова в спектакле «Похождение, составленное по поэме Н. В. Гоголя „Мёртвые души“».
- 2007 — лауреат национальной премии общественного признания достижений граждан Российской Федерации «Россиянин года» в номинации «Звезда России»[76].
- 2008 — почётное звание «Народный артист Российской Федерации» — за большие заслуги в области искусства[3].
- 2008 — премия «MTV Россия» за лучшую мужскую роль — за роль Ираклия в художественном фильме «Ирония судьбы. Продолжение».
- 2008 — награда «Золотой меч» на 6-м международном фестивале военного кино имени Ю. Н. Озерова в номинации «Лучшая мужская роль второго плана» — за роль генерала Каппеля в фильме «Адмиралъ».
- 2012 — российская национальная актёрская премия имени Андрея Миронова «Фигаро» в номинации «Лучшие из лучших»[77].
- 2013 — приз «Лучший актёр» Первого фестиваля русского кино в Марбелье (Marbella Russian Film Fest) — за главную роль в художественном фильме «Матч».
- 2014 — приз «Золотой витязь» в номинации «Лучшая мужская роль» — за роль Гордея Брагина в фильме «Золото» на XXIII Международном кинофоруме «Золотой витязь».
- 2014 — приз за лучшую мужскую роль на XVI Всероссийском Шукшинском кинофестивале — за роль Гордея Брагина в фильме «Золото»[78].
- 2015 — почётное звание «Народный артист Республики Южная Осетия»[79], с 10 сентября «Народный артист Республики Северная Осетия — Алания».
- 2015 — знак «За заслуги перед Московской областью» III степени (1 октября 2015 года)[80].
- 2016 — приз «Золотой сарматский лев» в номинации «За вклад в киноискусство» на IX Международном кинофестивале «Восток & Запад. Классика и авангард» в Оренбурге.
- 2016 — номинация в категории «Лучший актёр» на XXIX Международном кинофестивале в Токио (TIFF) — за роль Алексея Темникова в фильме «После тебя» (режиссёр — Анна Матисон)[81].
- 2016 — лауреат Международной премии К. С. Станиславского[82].
- 2016 — лауреат Международной премии зрительских симпатий «Звезда театрала» в категории «Лучшая мужская роль» — за роль Поприщина в спектакле «Сон разума», Московский губернский театр[83].
- 2016 — «Актёр года» по данным опроса Всероссийского центра изучения общественного мнения (ВЦИОМ) (разделил 1-е место в рейтинге с Данилой Козловским)[84].
- 2017 — приз за лучшую мужскую роль на XXV кинофестивале «Виват кино России!» в Санкт-Петербурге (фильм «После тебя»)[85].
- 2017 — «Актёр года» по данным опроса Всероссийского центра изучения общественного мнения (ВЦИОМ) (разделил 1-е место в рейтинге с Константином Хабенским)[86].
- 2017 — приз за лучшую мужскую роль на Международном кинофестивале SOSE International Film Festival в Ереване, Армения (фильм «После тебя»)[87].
- 2017 — приз за лучшую мужскую роль на 32-м Международном кинофестивале Fort Lauderdale International Film Festival в Форт-Лодердейл, США (фильм «После тебя»)[88].
- 2018 — лауреат Премии «Импульс добра» за вклад в развитие и продвижение социального предпринимательства в России[89].
- 2018 — Орден Дружбы — за большие заслуги в развитии отечественной культуры и искусства, многолетнюю плодотворную деятельность[90].
- 2018 — «Актёр года» по данным опроса Всероссийского центра изучения общественного мнения (ВЦИОМ), 26.12.2018[91].
- 2019 — приз за лучшую актёрскую работу на Десятом онлайн-кинофестивале «Дубль дв@» (фильм «После тебя»), 11.04.2019[92].
- 2020 — приз «За актёрское мастерство» имени Николая Олялина" на XVIII Международном фестивале военного кино им. Ю. Н. Озерова[93].
- 2021 — премия имени Олега Пермякова за особые заслуги и сподвижничество в области детского театра.
- 2022 — приз «За лучшую мужскую роль» на XX Международном фестивале военного кино им. Ю. Н. Озерова (фильм «Учёности плоды»)[94].
- 2024 — премия Национальной Академии кинематографических искусств и наук «Золотой орёл» в номинации «Лучшая мужская роль на телевидении» — за роль в телесериале «Бизон. Дело манекенщицы»[95].
- 2024 — Орден «За заслуги в культуре и искусстве» — за большой вклад в развитие отечественной культуры и искусства, многолетнюю плодотворную деятельность[96].
- 30 мая 2024 — Народный артист Республики Башкортостан — за высокое профессиональное мастерство и многолетний добросовестный труд[97].
- 18 ноября 2024 — Орден «Дустлик» (Узбекистан) — за большие заслуги в развитии отношений всеобъемлющего стратегического партнёрства и союзничества между Республикой Узбекистан и Российской Федерацией, укреплении традиционных уз дружбы и взаимопонимания наших народов, достойный вклад, внесённый ярким и неповторимым талантом, плодотворной творческой деятельностью в кино и театре, в расширение сотрудничества в сферах культуры и искусства, сохранение и обогащение духовных ценностей[98].
- 2025 — премия Национальной Академии кинематографических искусств и наук «Золотой орёл» в номинации «Лучшая мужская роль» — за роль в фильме «Воздух».